# Hylaeus hypoleucus
Hylaeus hypoleucus là một loài Hymenoptera trong họ Colletidae. Loài này được Cockerell mô tả khoa học năm 1918.

## Hình ảnh

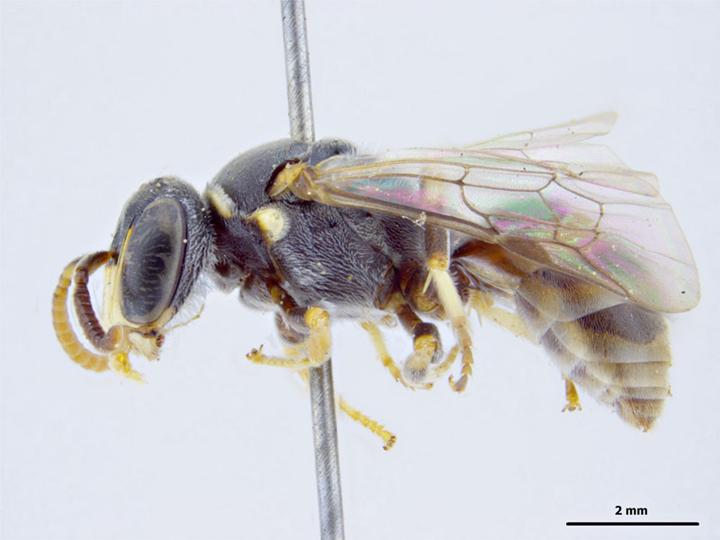